# 精巣摘除術
精巣摘除術（せいそうてきじょじゅつ）または除睾術（じょこうじゅつ）（英: Orchiectomy, Orchidectomy）は、片方または両方の精巣を切除する外科的手技である。手術は様々な理由で実施される。
- 精巣腫瘍の治療
- 進行前立腺癌の治療[4]
- 精巣捻転により壊死した精巣の除去
- 重症な精巣外傷または深刻な精巣破裂の治療
- 精巣外傷後の精巣萎縮の治療[5]
- 精管結紮後疼痛症候群の治療
- トランスジェンダーの性別適合手術

## 適応

### 精巣腫瘍の診断・治療法としての精巣摘除術
精巣腫瘍は15歳から35歳の男性については最も多く発生する癌である。2017年には米国で新たに8,850人が発症し、410人が死亡した。 
精巣摘除術は精巣腫瘍の治療選択肢としてだけでなく、精巣腫瘍の診断手段としても用いられる。精巣摘除術が必要と判断される前に、肝機能検査、腫瘍マーカー、各種血液検査を行い、精巣腫瘍の存在が確認される。検査対象となる腫瘍マーカーには、βヒト絨毛性ゴナドトロピン、乳酸脱水素酵素、αフェトプロテインなどがある。精巣摘除術後にこれらのマーカーを再検査し、精巣腫瘍の病期を確定する。また精巣摘除術後には、転移の有無を評価するために、胸部X線検査や腹部/骨盤CT（コンピュータ断層撮影）などの画像検査も行われる。精巣にがん性腫瘍が見つかった場合は第一の治療法として高位精巣摘除術が行われるが、腫瘍が小さい場合は、片側性または両側性精巣温存手術が行われることもある。
精巣温存手術としても知られる精巣部分切除術は、小さな精巣腫瘍に対するもう一つの治療法であり、近年広く普及している。この治療法は、20mm未満で良性の可能性が高く血清腫瘍マーカーが陰性である精巣腫瘍腫瘤を摘出する選択肢である。この治療法の利点は、妊孕性と正常なホルモン機能を維持できることである。
精巣の胚細胞腫瘍の約半数は精上皮腫（セミノーマ）であり、ステージ1で診断される可能性が80～85%ある。精巣摘除後1年間は3～6ヶ月ごとに定期検診を受け、3ヶ月、6ヶ月、12ヶ月後に腹部/骨盤CT検査を受ける必要がある。再発のリスク因子がある場合は、化学療法などの追加治療が行われる場合がある。精巣摘除後のステージ1の精上皮腫の男性は、摘除後5年間再発しないことが示されている。

### 精巣捻転の治療法としての精巣摘除術
精巣捻転と診断された小児および青年における精巣摘除率は42％と高い。手術の目的は精索の捻転を矯正することであるが、手術中に精巣を検査した結果組織が壊死しており、機能する精巣ではない（生殖能力がない）と疑われる場合にも、精巣摘除術が実施される。診断と治療が遅れると精巣摘除術のリスクが高まる。症状が現れてから最初の4～8時間以内に診断することが、永久的な虚血性障害、生殖能力の低下、精巣摘除術の回避のために重要である。

### 前立腺癌治療法における精巣摘除術
前立腺癌で転移が見られない場合は通常、根治的前立腺全摘除術または放射線療法で治療され、精巣摘除術が実施されることは少ない。前立腺癌はテストステロン存在下で成長する。テストステロンは代謝されてジヒドロテストステロン（DHT）となり、前立腺の細胞増殖を刺激する。これは青年期には正常な前立腺成熟を齎すが、高齢者では異常な細胞の増殖に寄与する。テストステロンを減少させることは、前立腺癌治療の手段の一つである。前立腺癌の転移が確認された場合、精巣のテストステロン生成を抑制し、血中アンドロゲン濃度を低下させることで癌細胞への刺激を排除する、いわゆるアンドロゲン除去療法（ADT）を実施する目的で、精巣摘除術が行われることがある。精巣摘除（去勢）はアンドロゲン除去療法に適しており、非常に迅速にテストステロン量を減少させる必要がある際に実施すべきである。しかし近年は、化学的去勢が有効な選択肢であるため、精巣摘除術はあまり行われていない。化学的去勢では、医薬品によりテストステロン等の男性ホルモン産生を抑制する。

### 小児精巣腫瘍における精巣摘除術
1980年代半ばまで、小児の精巣腫瘍は成人のガイドラインに従って管理されており、標準治療は根治的高位精巣摘除術であった。この手術が悪性腫瘍切除術であると想定されていたため、小児集団、特に思春期前の小児集団においてこの手術が過剰に報告されていたことが判明した。小児腫瘍登録の大部分で悪性腫瘍が過剰に偏って報告されていたことが判明している。現在では、殆どの腫瘍は良性病変でありその大部分は思春期前の小児では非悪性の奇形腫の症例であることが判明している。また、セルトリ細胞腫瘍、ライディッヒ細胞腫瘍、若年性顆粒膜細胞腫瘍など、他の良性腫瘍も含まれている。
思春期前の患者にみられる悪性腫瘍の殆どは、純粋な卵黄嚢腫瘍である。思春期前、思春期後、成人の精巣腫瘍には、その組織学的特徴および悪性度に違いがあり、思春期前の小児集団では悪性腫瘍は稀である。特に悪性腫瘍の徴候がない思春期前の小児集団に対しては、精巣部分切除術などの精巣温存手術（TSS）に切り替えることが検討される。精巣部分摘除術により、ホルモン機能と将来の生殖の可能性が温存される。また、生活の質が向上することも明らかになっている。小児（18歳未満）で思春期後に悪性精巣腫瘍が発生した場合は、成人に推奨される標準ガイドラインに倣い、根治的高位精巣摘除術を進める必要がある。

#### 思春期後
思春期後の小児および成人は悪性腫瘍のリスクが高く、通常は混合生殖細胞腫瘍の組織学的所見を示す。彼らの第一選択治療は根治的精巣摘除術であるが、良性腫瘍が存在する場合は、部分的精巣摘除術などの精巣温存手術の候補となり得る。部分的精巣摘除術はこの患者集団に対しては議論の余地があるが、間質性腫瘍、類表皮嚢胞、線維性偽腫瘍などの良性腫瘤に対しては成功する手術であることが知られている。通常、2cm未満の小さな良性精巣腫瘤を有する患者では部分的精巣摘除術がより多く行われている。小児集団の腫瘍の大きさに関するデータは限られているため、大きさは腫瘍が良性であることの予測因子として使用できない。

### トランスジェンダーへの精巣摘除術
両側単純精巣摘除術はトランスジェンダーのための性別適合手術の選択肢の一つである。単独で行われる場合も、膣形成術に先んじて行われる場合もある。両側精巣摘除術では陰茎陰嚢の皮膚が温存され、後に皮弁として利用できるため、膣形成術は両側精巣摘除術後でも行うことができる。また、合併症のリスクのために膣形成術を受けられない患者にとっても、この手術は選択肢の一つとなる。

## 手技

### 単純精巣摘除術（Simple orchiectomy）
単純精巣摘除術は、進行前立腺癌の緩和療法、トランスジェンダーの性別適合手術、あるいは精巣捻転症による壊死精巣の摘出術として実施される。
手術では陰嚢の中央を切開し、精巣と精索の一部を摘出する。患者の希望に応じて縫合前に人工精巣を挿入する。

### 被膜下精巣摘除術（Subcapsular orchiectomy）
被膜下精巣摘除術もまた、前立腺癌の治療法としてよく用いられる。手術は単純精巣摘除術と同様に実施されるが、精巣そのものを丸ごと摘出するのではなく、それぞれの精巣を取り囲む腺組織を切除する点が異なる。 この精巣摘除術では、通常の陰嚢の外観を維持しつつ、男性ホルモンを産生する腺組織が除去される。

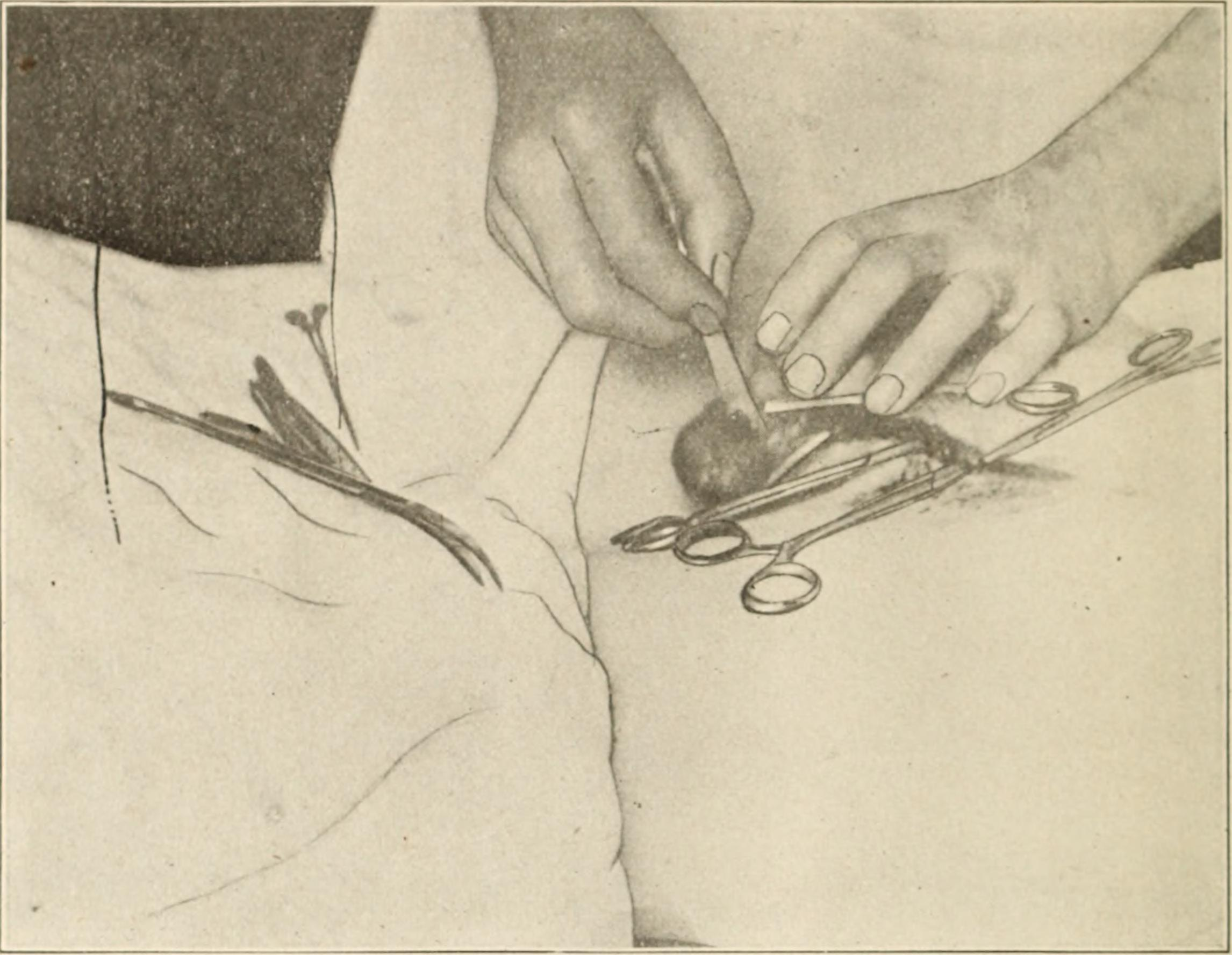
実施中の高位精巣摘除術

### 高位精巣摘除術（Inguinal orchiectomy）
高位精巣摘除術または根治的精巣摘除術（英: Radical orchiectomy）は、精巣腫瘍の発症が疑われる場合に、精索から腎臓付近のリンパ節への転移を防ぐために行われる。英語の“inguinal”はラテン語: inguen（鼠径部）に由来する。
高位精巣摘除術には、片側摘出術と両側摘出術があります。単純摘出術や被膜下摘出術のように陰嚢を切開するのではなく鼠径部を切開し、精索全体と精巣を摘出する。再手術に備えて、精索断端に長い非吸収性の縫合糸を残すことがある。

### 精巣部分切除術（Partial orchiectomy）
精巣部分切除術は、精巣腫瘤を有するものの精巣とその機能を温存したい患者にとっての選択肢の一つである。手術では高位精巣摘除術と同様の方法で精巣を露出させる。露出し精索をクランプした後、冷阻血、即ち臓器（この場合は精巣）を低温/凍結環境に置かなければならないか否かが現在議論されている。水没させて凍結させるか否かに拘らず、次のステップでは精巣鞘膜を切開し、超音波検査で腫瘍の位置を特定する。その後、核出術と呼ばれる手技で腫瘍を精巣から削り取り、周縁組織を生検する。その後、精巣の各層または中膜を縫合し、精巣を陰嚢に戻し、皮膚層も縫合糸で閉創する。

## リスクと合併症
高位精巣摘除術のリスクと合併症には、陰嚢血腫、感染症、術後疼痛（初回60％、1年後1.8％）、幻精巣症候群（失われた精巣の痛み）、妊孕性低下などがある。また稀な合併症には、鼠径ヘルニア、腸骨下腹神経損傷、腫瘍漏出、性腺機能低下症などがある。

## 効果
片側精巣摘除術では精子数が減少するが、テストステロン値は低下しない。両側精巣摘除術は不妊症を引き起こし、テストステロン値は大幅に低下する。性的興味の喪失、勃起不全、ほてり、乳房肥大（女性化乳房）、体重増加、筋肉量の減少、骨粗鬆症などの副作用につながる可能性がある。 前立腺癌の既往歴を持つ患者が両側精巣摘除術を受けた場合、骨の新生に影響が及び、手術後のテストステロン欠乏による骨折のリスクが高まることが判明している。

### 心理社会的影響
精巣摘除術による片方または両方の精巣の喪失は、男性らしさにまつわるアイデンティティや自己イメージに深刻な影響を与え、絶望感、不十分さ、喪失感といった感情につながる可能性がある。精巣癌を患い精巣を失った男性生存者は羞恥心と喪失感を感じ、それは高齢で独身でない男性よりも、若年で独身の男性に顕著である。精巣摘除術を受ける男性の1⁄3には精巣プロテーゼ（人工精巣）を挿入する選択肢が提示されないが、精巣摘除を受ける男性に人工精巣を提供するだけでも心理的に有益であるというデータがある。気に病まない男性もいる一方、精巣摘除術を受けた精巣がん生存者では身体イメージに変化があり、人工精巣挿入術を受けた人の50～60％で身体イメージが改善することが研究で示されている。青少年を含む精巣摘除後の患者を追跡調査した研究では、プロテーゼ挿入から1年後に性行為時の自尊心と心理的幸福感が高まったという報告がある。一方、精巣摘除術を受ける小児に精巣摘除術の際に人工精巣を挿入することを提案すべきか否かについては、現在議論が行われている。